# カルドセプト (漫画)
『カルドセプト』 (Culdcept) は大宮ソフトによって開発されたセガサターン (SS)、プレイステーション(PS) 用のコンピュータゲーム『カルドセプト』を原作とした漫画。作者はかねこしんや。月刊マガジンZにて1999年9月号より連載開始。

## 概要
「トレーディングカード・ボードゲーム」という独自のジャンルのゲームである『カルドセプト』の第1作目を原作とした漫画。リュエードというファンタジー世界を舞台に、カードを使う特殊能力者「セプター」たちの戦いと冒険が描かれている。主人公のナジャランを初め、コミック版独自のキャラクターも多数登場し、ゲーム版の続編である『カルドセプト セカンド』（以降セカンドと表記）、『カルドセプト セカンド エキスパンション』発売後はそれらからもクリーチャーやカードが登場している。複雑かつ多様なルールを持つゲーム内容は、漫画化するにあたって戦闘場面のみを抽出し強調する形を取っている。かねこはカルドセプトを遊んだことのない人にも楽しめるように心がけたと自負している。
なお、かねこは本編の漫画以外にも大宮ソフトが主催するカルドセプトの大会の実況漫画や、原作ゲームに関するレポート漫画をマガジンZにたびたび執筆しており、それらは単行本巻末にも収録されている。3巻巻末には単行本特典として関係者との対戦対談を収録している。

## 休載
2006年11月号から2007年6月号までは作者の体調不良により長期休載となる。その間、2007年1月号にて漫画本編の代わりに『カルドセプト サーガ』のレポート漫画を掲載している。2007年7月号より連載を再開するが、同年11月号を最後に再び長期休載に入ってしまう。その間に掲載誌マガジンZが2009年3月号から休刊となり、掲載誌を失ってしまった。
他誌への移籍再開などの目処は立っていないが、単行本未収録エピソードに完結までの6話分の書き下ろしを足す単行本7巻の出版予定の打診が元マガジンZの編集部からあり、作者の体調が良くなりさえすれば完結の見込みがある事を明かしている。
なお、休載により単行本の出版が途絶えたことで雑誌連載の40ページ分が長らく収録されないままだったが、2016年7月15日に発売された電子書籍版の第6巻にて単行本未収録分が追加収録された。

## ストーリー
女神カルドラに造られた世界リュエード。その世界最大の大陸であるバブラシュカでは、多数の不思議なカードが発見されていた。このカードが、神々の戦いで打ち砕かれた世界創造の書「カルドセプト」の破片であることが分かると、カードから力を引き出す能力者「セプター」たちは、カードを収集してカルドセプトを再現し、神の力を得ることを目指して争うようになった。そして神々の戦いから1000年が過ぎた現在、「黒のセプター」と名乗る集団が急速に台頭し、各国を襲撃してカードを奪い始めた。賢者ホロビッツの弟子ナジャランは、師の言いつけで出た調査の旅で、黒のセプターの陰謀とその背後にある世界の危機に向き合うことになる。

## 登場キャラクター

### 主要人物
ナジャラン
主人公。褐色の肌をし、食欲旺盛で元気な少女。賢者ホロビッツの弟子で、魔法の杖ゴリガンとともにバブラシュカ大陸を旅している。「エイドロン」や「サンダービーク」、「ナイト」など風属性のクリーチャーを好んで使う。
漫画版オリジナルのキャラクターだが、ゲームでも『セカンド』以降はゲストキャラとして出演している。
ゴリガン
杖の一端に老人の顔が付いた「人頭杖」。ゲーム『カルドセプト』からのキャラクター。ナジャランのお目付け役だが、しばしば彼女のわがままに翻弄される。記憶を失っており、誰に作られたのかは彼自身も覚えていない。
ゼネス
竜眼の異名を持つ好戦的なセプター。ゲーム『カルドセプト』からのキャラクター。漫画でもゲーム同様、主人公をライバル視して行く先々で勝負を挑んでくる。左目に移植された竜眼による異相と、セプターに対する偏見によって迫害された結果、カードの使用に周囲を巻き込むことをためらわない攻撃的な性格となった。
一国の王子として生まれるが、戦乱により祖国は滅亡。両親と死別し自身も重傷を負うが、サルバトールに救出され竜眼を移植されることで命を永らえる。その後はサルバトールを師と仰ぎ、シャンテニオンの街で生活していたが、サルバトールが暴徒に殺されたことで暴走し、シャンテニオンの街を焼き払った。彼の左腕には、そのとき召喚した「フレイムロード」のカードが焼き付いている。
その後は単身放浪の旅を続けるが、ホロビッツとの対決でサルバトールの遺志を知ると改心しナジャランの仲間になった。フォマルハウトとの戦闘で左腕を切断され、フレイムロードを強奪されている。
ホロビッツ
大陸の東方、ギルマン島に住む老賢者。ゲーム『カルドセプト』からのキャラクター。漫画では主人公ナジャランの師匠として登場する。バブラシュカ三賢者のひとりであり、セプターズギルド創設者にして現主席理事。ギルマン島で隠遁生活をおくっていたが、「黒のセプター」の台頭にともなって活動を再開する。自らの両目を塞ぐ代わりに、手のひらに移植された「魔眼」で魔力を高めており、現在でもセプターとしての実力は驚異的なレベルである。

### 黒のセプター
破壊と略奪を旨とする凶悪なセプター集団。我が強く、長期的な同盟を組むことは無いとされるセプターたちの中にあって、完璧な統制の元に行動することで知られ、世界的な脅威と認識されている。
その正体は、神々の戦いによってこの世界に居場所を失ったミゴール族の反攻軍団。各地に散逸するカードや神々の戦いの遺物を収集し、戦力を蓄えている。彼らは通常、バルテアス神の影響下にある一部地域でしか生きられないため、外部で活動するセプターたちはリュエード世界の動植物との融合手術を受けることで弱点を克服した。
ベルカイル
「黒のセプター」首領。ゲーム『カルドセプト』からのキャラクターだが、設定は大きく異なっている。人間でありながら人間と世界を激しく憎悪し、黒のセプターを統率する。「アンサモン」や「メテオストーム」などの強力なカードを多数保有している。
全ての人頭杖を統べるマスターロッド「バルガン」をパートナーとする。
屍蟲のデプテラ
「黒のセプター」メンバーの一人。腐肉に巣食う寄生虫で体が構築されており、人間の死体に潜り込むことでその人間に成りすます。
人頭杖「ゴリアス」をパートナーとする。
呪土のネペンテス
「黒のセプター」メンバーの一人。寄生植物の体を持つ。寄生植物デラネシア草を操って、ビスティーム遺跡の攻略を目論むが、ガンツに真っ二つにされ死亡した。
人頭杖「モヒガン」をパートナーとする。
深淵のフォマルハウト
「黒のセプター」メンバーの一人。巨大なヤドカリと一体化した体を持つ、黒のセプターの紅一点。
人頭杖「ゴリリン」をパートナーとする。デスを使いホロビッツと共に相討ちになり死亡。
葬炎のデュミナス
「黒のセプター」メンバーの一人。仮面を被って終始無言の怪人。
その正体は、殺されたセプターの死骸を使い捨ての魔力タンクとして流用したもの。当然ながら自我はなく、その手に握られた人頭杖によって操縦されている。

### セプターズギルド
セプターの保護と相互扶助を目的とする結社。100年前、バブラシュカの三賢者によって創立された。本部である「動く島」エンダネス島は一般人の迫害を逃れたセプターの楽園となっている。しかし上層部では高位セプターたちによる権力争いが激しい。ちなみにエンダネス島とはDC版『セカンド』でネット対戦の会場イメージとして用意された島の名前、ギルドの紋章である渦巻き模様はドリームキャストのロゴに由来している。
ギルドマスター
セプターズギルド最高位にして、ギルド創立以前からのエンダネス島の主。島を動かすほど強い魔力の持ち主とされているが、その姿を見たものはほとんどおらず、関わると命が無いという噂だけが広まっている。
その正体は四属の王の一種、ダゴンの化身。セプターが接見する時の外見は少女だが、本体はエンダネス島そのものであり、彼女が動くことで島が移動している。神々の大戦からの生き残りだがバルテアスへの忠誠心は失っている。100年前、彼女を討伐しようとした三賢者と和解し、ギルドの本拠地として背中を提供する代わりに、ギルドマスターとして、集まってきたセプターたちから魔力を少しずつ徴収する契約を交わした。
タレ
セプターズギルド会議の議長を務めるセプター。ギルドのセプターランキング第1位。モデルは2001年に行われた『セカンド』のマガジンZ杯、及びALLJAPAN CEPTER'S CUPの優勝プレイヤー「TARE」。
ルーフ
「静かなる炎の貴公子」の二つ名を持つセプター。ランキング2位。モデルはマガジンZ杯決勝出場者「Loof」。
ヒュンケル
「爆炎の騎士」の二つ名を持つセプター。ランキング3位。モデルはマガジンZ杯決勝出場者「ヒュンケル」。
カリン
「サーカスマスター」の二つ名を持つセプター。ランキング4位。二つ名の通りサーカスの舞台衣装を思わせる服をまとい、召喚を奇術のように演出する。セプター能力のために見世物としてサーカスに売り飛ばされたのを皮切りに、裏切られ続ける人生を送っており、人間不信と上昇志向が激しい。そのため、影ではギルドの権力争いに関する汚れ仕事を請け負ってランキングポイントを稼いでいる。
コーテツ
「白猿（ハヌマーン）」の二つ名を持つセプターの大猿。ランキング5位。ゲーム『カルドセプト』からのキャラクターだが、ゲーム版では攻撃的な性格だったのに対し、漫画版では争いを好まない温和な性格。サーカス時代からの馴染みであるカリンと共闘し、彼が前衛、カリンが支援と敵の妨害を分担している。
ハイジ
「カードジャンキー」の二つ名を持つセプター。ランキング6位。人間離れした容貌だが、内面はまともな人物。カードのレアリティに固執する傾向がある。
ハーシグ
セプターズギルドの次席理事。ホロビッツの失脚を狙っている。

### その他のセプター
チミノ
砂漠の街ソロンのセプターバトル大会に参加したセプター。スキンヘッドのチンピラで、最弱の「ゴブリン」を召喚して粋がる程度の魔力しかない。自分のためにクリーチャーを使い捨てて恥じぬ性格だが、配下のゴブリン達からは慕われている。その戦い方からクリーチャーを友人扱いするナジャランを怒らせてしまうが、戦いの後は互いを認め合い、決勝戦前には激励を兼ねたカードトレードを持ちかけるほどの仲となった。
オーエン
ソロンのセプターバトル大会に参加したセプター。前回準優勝のベテラン。温厚な老紳士だが、実は“南部の虎”の二つ名を持つ実力派である。ゼネスの不意打ちを食らってリタイアするが、ナジャランを援護するために、決勝戦前夜のゼネスに決闘を申し込んだ。
キギ
膨大な魔力を持つエルフ族の少女。ビスティームの森の封印を守っており、挑戦者にさまざまな試練を課す。強力なクリーチャー「ガーゴイル」を従え、風切りの弓「エアスラッシャー」を使いこなすなど自身の戦闘力も高い。ビスティーム遺跡における最終戦では、呪いによりダークエルフの如き姿で人間たちを圧倒するが、これはゲーム『カルドセプト』のダークエルフの能力「人族に対して強打」をイメージしたものである。
グルベル
ビスティームの森の奥に居を構える女占い師で、バブラシュカ三賢者のひとり。ゲーム『カルドセプト』からのキャラクター。万物に宿る「カルドセプト」の記述を読み取り、未来を知る能力を持つが、それゆえに厭世的な性格である。戦いは好まないが、自分の美貌を害したり、年齢を指摘したりする者には見境が無い。
サルバトール
ゼネスの師匠でホロビッツの兄弟弟子。本編中では既に故人である。ゲーム『カルドセプト』でも設定のみ存在していた。バブラシュカ三賢者のひとりとしてセプターズギルド創設に関わったが、一般人とセプターの融和を唱えてギルドを離れ、あえて市井で生活していた。その後、セプターを恐れる大衆によって惨殺される。
バノッツ
ナジャランの父親。娘を連れて住所不定の借金生活をしていたが、カードについては神聖なものとして濫用を慎んでいた。ナジャランがカードにだけは潔癖な性格をしているのは彼の影響が大きい。

### 一般人
アルタ
ビスティームの遺跡に眠る財宝を狙う探索人。鍵開けの名人。セプターの力を利用するために囚われたナジャランを救出し、共にパーティーを組む。
ホアキン
名門学校ボージェスアカデミーの生徒で万年主席という脅威の頭脳を持つ、自称天才錬金術師。伝説のエルフの遺跡の研究のためにアルタと行動を共にしている。知識はあるが、頭でっかちの面がある。フードの下には様々な物質を入れた試験管を持ち歩いており、それらを調合する事で周囲の人間を眠らせたり、爆発を起こす事ができる。
ガンツ
アルタ、ホアキンと共に行動している髭面の用心棒。ハルバードを軽々と使いこなす豪腕だが、酒が切れると禁断症状に陥ってしまう。元は城塞都市ロカ守備隊の生き残りで「黒獅子隊」4番隊長。始めて黒のセプターに遭遇した時、味方に寄生させられたデラネシア草の恐怖に遠方に逃げ出し、さらに酒に逃げて忘れようとしたが、結局ネペンテスに遭遇し逃げ切れないものなのだと悟り戦いを挑み仇を討つ。ビスティーム戦後は酒を辞め、途中から合流したガイデス鉄騎隊の残党をまとめて黒のセプターを倒すべく旅を始めた。
ダムダム
発掘集団「ダムダム団」を率いる、武器商人あがりの探索人。金にあかせて傭兵を雇い、他の探索人を虐殺することで宝を独占する。ネペンテスの餌となってしまい死亡した。
隊長
ダムダム団に所属する傭兵たちのリーダー格で元「ガイデス鉄騎隊」隊長。ダムダムに金で雇われていたが、戦士としてのプライドは高く、姑息な計画を命令するダムダムに反感を抱いていた。ビスティーム戦後は残党を引き連れてガンツの部下になった。
ロッコ
ホーラッドを拠点に商売する商人で自称「ホーラッド一の目利き」。怪しげな薬やカードを取り扱っている。ゼネスに売るためのレアカードを求めてビスティームにやってきた。ビスティームではゼネスと行動を共にしており、ダークマスター戦で重魔法戦車ジャガーノートに乗りゼネスと共に現れた。

### クリーチャー
ナイト
ナジャランの父親から受け継がれたナジャランの主力クリーチャー。ナジャランを「我が主君」と呼び、絶対の忠誠を尽くす。HPの多いクリーチャーに対し攻撃力が増加する強打を発揮する。
ゴブリン
チミノの主力クリーチャー。戦闘能力は低いが、コストが低く多数展開させる事ができる。ナジャラン戦で、ナイトと相打ちさせるためにライフジェムを装備され半身が吹き飛ぶが、それでも主人を守ろうとした忠誠心にチミノは心を動かされた。
ケット・シー
ナジャランがチミノから譲り受けたカード。長靴を履いた猫の姿で具現する妖精。水晶となっている腹から呪文を吸い込み無効化する能力を持つ。ネコ舌なのでダメージスペルは苦手。自前のレイピアで戦闘もするが、攻撃力はあまり高くない。
バーサーカー
ゼネスの主力クリーチャー。全身に武器を仕込んだ狂戦士で、攻撃時に自らをも傷つけるデメリットがある。ソロン闘技場では、両手の大剣をプロペラのように振り回して空を飛ぶ荒業を披露した。
エルダー・ドラゴン
高い知能と戦闘能力を有する古龍。神々の戦いにより半数以上が死滅し、現在は絶滅寸前にある。「竜眼」と呼ばれるその眼は、その龍の生涯や見た物を記録する役割を持つ。
ギルマン
神々の戦いを生き抜いたエルダー・ドラゴン。勇猛果敢な戦いぶりで仲間の龍からの信頼も厚い。後にホロビッツとサルバトールの師となる。やがて死期を悟ると、彼らに自らの眼を一つずつ託し息絶えた。
エルフ
ビスティームの森に住む風属性のクリーチャー。ダークマスターをオールドウィロウの魔力で縛りつけ、ランドプロテクトの結界を張り神殿に隔離していた。ダークマスターの放つ呪詛はシニリティとなってエルフ達を襲い、その命は次々に失われていった。
ガーゴイル
キギの主力クリーチャー。ビスティーム遺跡を守る守護像。漫画版はゲーム版のイラストと異なり、ロボットめいた独自のデザインが採用されている。
ウッドフォーク
森に住む樹人族。ビスティームの森で群れを成して生活している。温厚だが、仲間や森を汚す者を許さない。ゲーム『カルドセプト』と『セカンド』では、イラストが大きく異なるのだが、漫画版では黒のセプターが放った寄生植物に操られた個体を登場させることで、両方のイラストを取り入れている。
リビングスピア
グルベルの占い館の住人。クリーチャーとアイテムの両方の特性を持つリビング・ウェポンの一種。弟分の「リビングソード」「リビングシールド」と共に館を警備しているつもりだったがグルベルは存在自体を忘れていた。後にナジャランのブックに加わり武者修行の旅に出る。
デュラハン
ベルカイルの主力クリーチャー。頭部が無い代わり、盾が巨大な顔になっている。ベルカイルの軍を率いる「魔将軍」を名乗っている。
ミゴール
神々の戦いで、反逆神バルテアスに創造された種族。火風の攻撃を無効化し地水に強打すると言う四属性に対して有利な能力を持つ。
四属の王
風の王ベールゼブブ、地の王ダークマスター、火の王フレイムロード、水の王ダゴンの4種。反逆神バルテアスが、四柱神に代わって新たな世界を作り出すために作り出した強力な魔神。継続して魔力を消耗するため使役するには膨大な魔力を必要とするが、それに見合うだけの絶大な破壊力を持つ。

### リュエードの神々
カルドラ
創造の書カルドセプトを通じて世界を創造した女神。慈悲深い神だが、神々の大戦において反逆神バルテアスを討つために、地上の生き物が巻き込まれるのを覚悟してバルテアスを直接攻撃した。それ以来、カルドラが地上の住人に直接語りかけたことは無いという。
バルテアス
元は創造と破壊のバランスを司る「抑制神」であったが、カルドラに反逆してカルドセプトを奪い、リュエード世界に代わる世界の創造を企んだ。最後にはカルドラに破れ、カルドセプトもろとも砕け散ったと伝えられている。
アティス／ガイデス
生と創造の力を司る神アティスと、死と破壊の力を司る神ガイデス。本来はバルテアスを加えて3柱で一組とされる。日常でもしばしば「生死」「吉凶」など対を成す名前として使われている。
四柱神
風の神テレイア、地の神セレニア、火の神ビステア、水の神イクシアの4柱からなる神々。それぞれの属性を司り、クリーチャーに加護を与える。

## 専門用語
カルドセプトも合わせて参照されたい。
アイテム
クリーチャーに装備させる事で様々な強化を施したり、能力を付加させる事が出来るカード。ゲームではクリーチャーにしか装備できないが、作中ではセプターも使用できる。
アンチ・クリーチャー
バルテアスが自ら創造したクリーチャーの事。リュエードの恵みを得る事が出来ず、その血肉はリュエード中のあらゆる物を腐食させてしまう。ミゴール族、四属の王が該当。
神々の戦い
1000年前に起こった、バルテアスとリュエード中のクリーチャーとの戦い。戦いは、カルドセプトに一筆記せば大量の援軍を送り出せるバルテアスの圧倒的な優位にあったが、四柱神と共に出現したカルドラがバルテアスをカルドセプトごと打ち倒し戦いは終幕した。この時カルドラが召還したカルドラブレードの余波により、リュエードの大地や生物も多大な被害を被ってしまった。
カルドセプト
カルドラが万物を創造する際に使用したとされる書物。あらゆる世界の歴史や事象の因果などが詳細に記されており、これによればゲーム『カルドセプト』や現実世界もカルドセプトによって作られた物だという。現在はリュエードの大陸中にカードとして散らばっており、そのカードを全種類集めたものは神の力を手にする事が出来るという言い伝えがある。
クリーチャー
カードから呼び出される生物の事。クリーチャーは火風地水の属性によって、土地の加護を得てパワーアップする。しかし属性を持たない無属性クリーチャーは例外である。強力なクリーチャーには召喚などに特殊な制約が設けられている事がある。
護符
魔力が込められた神のシンボル（表象）。ゲーム中では株式のような役割だが、この漫画ではダメージを軽減するシールドのような物になっている。
人頭杖
反逆神バルテアスが創造した意思ある杖。バルテアスがカルドラに敗れた後に起動し、バルテアス神の復活を支援するのが本来の目的である。カルドセプトの記述によらず作られたため、人頭杖が交流した相手はカルドセプトが定めた運命から逸脱するという特性を持つ。
スペル
あらゆる事柄を変化する事が出来るカード。クリーチャーを強化したり、セプターを移動させたり、大地を破壊したりなど実に多種多様である。
人間
リュエードで多数繁殖している無属性の種族。カルドラが最後に創造したとされるクリーチャーで、作中では神々の戦いの末期からその姿が確認されている。他のクリーチャーからは愚かで浅ましく脆弱なクリーチャーと思われている。
ミストラル
エルフ達の言葉で冬に吹く、春の到来を告げる新しい風の事。転じて、エルフ達の試練を乗り越えダークマスターを倒し得る、エルフ達にとっての希望となるセプターの事を指す。

## 単行本
- 1巻 2000年9月22日発売 ISBN 978-4063490275
- 2巻 2001年11月22日発売 ISBN 978-4063490725
- 3巻 2002年12月20日発売 ISBN 978-4063491104
- 4巻 2004年4月23日発売 ISBN 978-4063491708
- 5巻 2005年9月21日発売 ISBN 978-4063492224
- 6巻 2007年9月21日発売 ISBN 978-4063493122